# Rodrigo Amarante
Pour les articles homonymes, voir Amarante.
Rodrigo Amarante de Castro Neves, né le 6 septembre 1976 à Rio de Janeiro, est un musicien et auteur-compositeur brésilien. Guitariste et compositeur du groupe de rock indépendant Los Hermanos depuis sa formation en 1997, il participe à d'autres projets musicaux, notamment avec le big band brésilien Orquestra Imperial (en) et le supergroupe Little Joy, en compagnie de Fabrizio Moretti de The Strokes, et de Binki Shapiro. Son premier album solo, Cavalo, est sorti en mai 2014.

## Avec Los Hermanos
En 1997, Rodrigo Amarante étudie le journalisme à la PUC-Rio lorsqu'il rencontre Marcelo Camelo et Rodrigo Barba, les membres fondateurs de Los Hermanos. Après quelques répétitions, il est invité à rejoindre le groupe nouvellement formé en tant que guitariste, chanteur et percussionniste.

### Los Hermanos (1999)
Amarante ne contribue que très peu au premier album éponyme de Los Hermanos sorti en 1999. Il joue principalement de la guitare et participe aux chœurs. Contrairement aux albums suivants pour lesquels sa participation sera bien plus importante, il n'écrit et n'interprète que deux chansons sur cet opus, Quem Sabe (Qui Sait), qui est un des singles de l'album, et Onze Dias (Onze Jours).

### Bloco do Eu Sozinho (2001)
Sur le deuxième album du groupe, Bloco do Eu Sozinho sorti en 2001, Rodrigo Amarante montre ses qualités de guitariste et d'auteur-compositeur. Sa chanson Sentimental est considérée par Dado Villa-Lobos, du groupe brésilien Legião Urbana, comme étant l'une des meilleures chansons de l'année 2001. Il écrit, compose et interprète également les chansons Retrato Pra Iaiá (Portrait pour Iaia) et Cher Antoine (en français dans le texte), en plus d'écrire la chanson Mais Uma Canção (Encore Une Chanson) interprétée par Marcelo Camelo. Ensemble, ils écrivent A Flor (La Fleur), une des chansons les plus connues de l'album.

### Ventura (2003)
L'album Ventura, sorti en 2003, est celui de la reconnaissance nationale pour Los Hermanos et Amarante, dont les talents de compositeurs sont encensés par la critique, notamment pour les chansons Último Romance (Dernière Romance), O Velho eo moço (Le vieil Homme et le Jeune Garçon), Um Par (Une Paire), Do Sétimo Andar (Du Septième Étage), et Deixa o Verão (Laisse l'Été).

### 4 (2005)
Dans leur quatrième album intitulé 4, sorti en 2005, les chansons écrites par Rodrigo Amarante sont presque aussi nombreuses que celles écrites par Marcelo Camelo. Dans cet album, qui n'a pas eu autant de succès que les précédents, ses chansons comme O Vento (Le Vent), le seul vrai succès de l'album, et Condicional (Conditionnel) sont remarquées. Il écrit également Primeiro Andar (Premier étage), Os Pássaros (Les Oiseaux) et Paquetá (l'île de Paquetá étant une petite île de la baie de Guanabra à Rio de Janeiro).

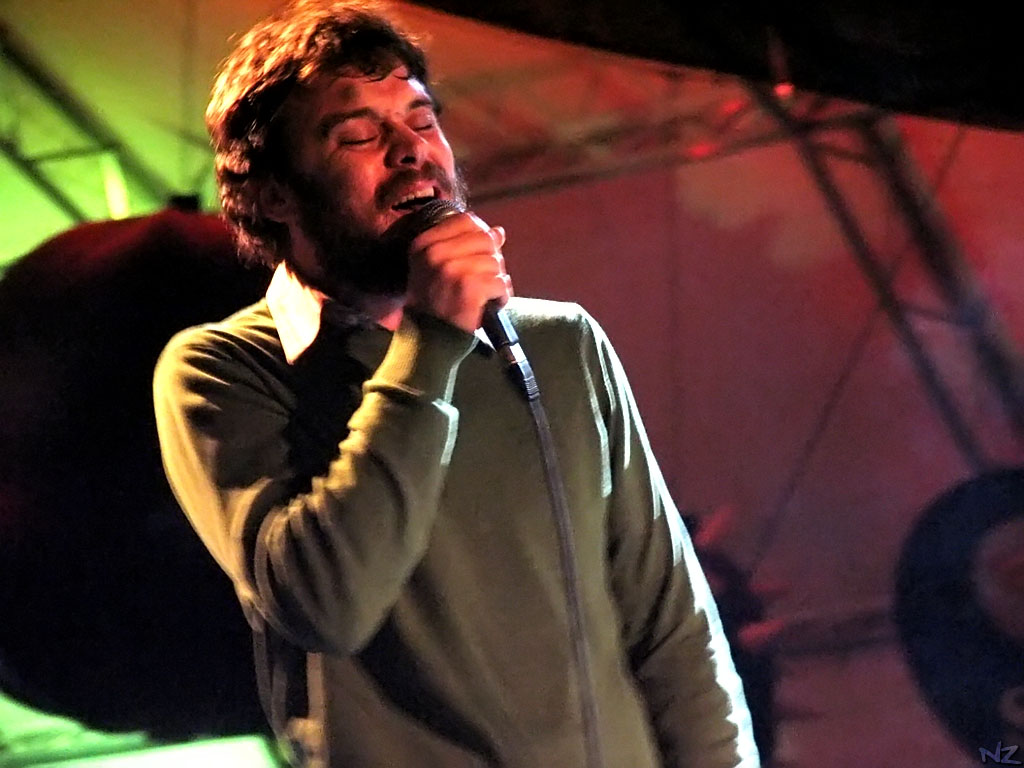
Amarante en 2007

## Période de transition
À partir de 2007 et du hiatus décidé par les membres de Los Hermanos, il se consacre au big band brésilien Orquestra Imperial, au sein duquel il joue avec d'autres personnalités de la scène musicale et artistique carioca, comme Moreno Veloso (fils de Caetano Veloso), Nina Becker ou encore l'actrice Thalma de Freitas. Il compose la chanson Olá Rubi (Bonjour, Ruby) pour l'album "Rádio Alegria" (sorti en novembre 2007) du groupe portugais Os Azeitonas. Il travaille ensuite avec le chanteur américain Devendra Banhart, ce qui l'amène à voyager en Californie où il commence à écrire des chansons avec le duo Fabrizio Moretti / Jordana « Binki » Shapiro, collaboration qui deviendra Little Joy.

## Avec Little Joy

### Little Joy (2008)
En 2007, Rodrigo Amarante, Fabrizio Moretti (batteur de The Strokes) et Binki Shapiro forment le trio Little Joy, un supergroupe brésilo-américain au style et aux influences nombreuses (rock indépendant, rock alternatif, indie pop, soft rock).
Le projet Little Joy naît pendant un festival de musique au Portugal, où Fabrizio et Rodrigo jouent tous les deux avec leur groupe respectif. Discutant d'un besoin réciproque de réaliser un projet indépendamment de leur groupe, les deux hommes commencent à évoquer l'idée d'une collaboration. Binki Shapiro, une amie commune de Fabrizio et Rodrigo, les encourage à réaliser ce projet avant de finalement se joindre à eux en tant que chanteuse et multi-instrumentiste.
Une fois formé, le groupe s'installe dans une maison du quartier d'Echo Park à Los Angeles, dans le but d'enregistrer une démo. Avec l'aide du producteur Noah Georgeson (en) et du label Rough Trade Records, les trois amis commencent l'enregistrement d'un album. Le résultat est un album éponyme sorti en 2008. Très coloré, influencé par plusieurs époques et genres musicaux, parsemé de clins d'œil aux origines brésiliennes de Rodrigo et Fabrizio à travers quelques passages écrits en Portugais, l'album est globalement bien reçu par la critique.

## Carrière solo
En mai 2014, Rodrigo Amarante sort son premier album solo, Cavalo, sur le label Easy Sound Recording Company, nouvellement créé. Celui-ci se présente comme une réflexion sur l'exil volontaire mais inattendu de Rodrigo aux États-Unis, et reçoit de nombreuses critiques positives de la part de la presse spécialisée,,. Pour Rodrigo, il est « un exercice de révélation d'une identité musicale douteuse, un conte sur l'espace vide et le non-dit, un de ceux qui mesurent la distance à travers le son, le temps à travers la mémoire et qui lient les extrêmes opposés d'un début sans fin ». En 2015, il écrit la chanson Tuyo en espagnol, choisie comme générique de la série Narcos, réalisée par le Brésilien José Padilha et diffusée sur Netflix. Par la suite, il compose la bande originale du film Otages à Entebbe de ce même réalisateur, sorti en 2018.
Plus de six ans après Cavalo, c'est le 16 juillet 2021, la sortie ayant été retardée par la pandémie, que paraît son deuxième album sur le label Polyvinyl Records, intitulé Drama, auquel participe aussi Noah Georgeson,. Le titre de l'album reflète notamment le goût du musicien pour le cinéma.

## Discographie
Avec Los Hermanos
- 1999 : Los Hermanos
- 2001 : Bloco do Eu Sozinho
- 2003 : Ventura
- 2005 : 4

Avec Little Joy
- 2008 : Little Joy

Comme artiste solo
- 2013 : Cavalo
- 2021 : Drama